# G-3 (América)

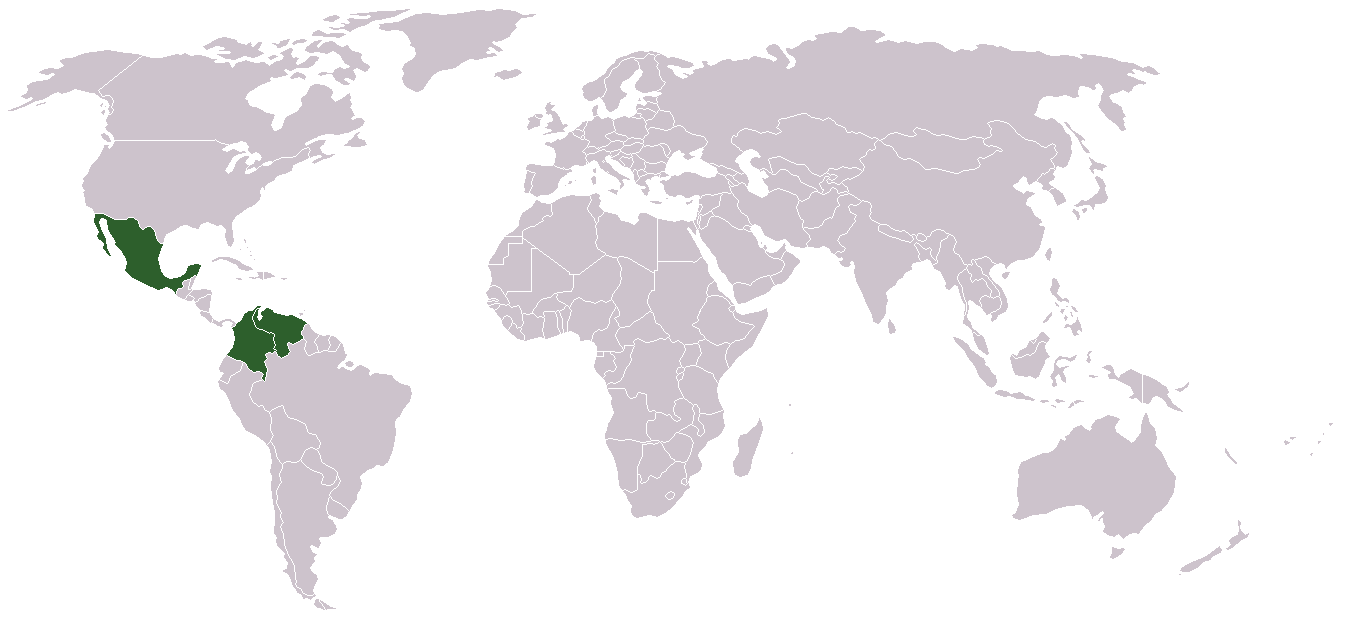
Grupo de los Tres: COL MEX VEN

El Grupo de los Tres (G-3), establecido formalmente en 1995, representó uno de los esfuerzos más ambiciosos de integración regional en América Latina durante la década de 1990. Conformado originalmente por Colombia, México y Venezuela, este mecanismo buscó crear un espacio económico integrado que combinara los mercados de estas tres importantes economías latinoamericanas. El tratado fundacional del G-3, firmado el 13 de junio de 1994 en Cartagena de Indias, entró en vigor el 1 de enero de 1995, estableciendo no solo un área de libre comercio, sino un marco integral para la cooperación económica y política.

## Contexto Histórico y Antecedentes
Los orígenes del G-3 pueden rastrearse hasta los esfuerzos integracionistas de la década de 1980, particularmente al Grupo Contadora (1983) y su sucesor, el Grupo de los Ocho. Estos mecanismos sentaron las bases para una mayor cooperación regional. La primera reunión preparatoria del G-3 ocurrió en octubre de 1989 durante la Reunión de Río, donde los cancilleres de México, Colombia y Venezuela acordaron acelerar el proceso de integración económica.
El contexto internacional de principios de los 90, marcado por el fin de la Guerra Fría y el auge del regionalismo abierto, favoreció la concreción de este acuerdo. Según análisis de la época (Revista Mexicana de Política Exterior, 1995), el G-3 respondía a la necesidad de crear bloques económicos competitivos frente a la emergencia de megabloques comerciales como el TLCAN y la Unión Europea.

### Estructura y Alcance del Acuerdo
El Tratado del G-3 fue un acuerdo de tercera generación que trascendió el mero libre comercio de bienes. Sus principales componentes incluían:
1. Liberalización Comercial: Programa de desgravación arancelaria progresiva que eliminaba tarifas para aproximadamente el 90% de los productos en un plazo de 10 años, comenzando en 1995.
2. Inversiones: Capítulo específico sobre protección a inversiones extranjeras, incluyendo cláusulas sobre trato nacional y solución de controversias.
3. Propiedad Intelectual: Armonización de estándares en derechos de autor, patentes y marcas comerciales.
4. Compras Gubernamentales: Apertura progresiva de los mercados públicos de los tres países.
5. Mecanismos de Solución de Controversias: Sistema formal para resolver disputas comerciales entre los miembros.[4][2]

### Impacto Económico Inicial
En su fase inicial de implementación (1995-2000), el G-3 demostró un dinamismo comercial significativo, registrando un crecimiento promedio del 65% en el comercio intraregional que superó las expectativas iniciales. Este desempeño fue particularmente notable en las relaciones bilaterales: las exportaciones mexicanas a Venezuela experimentaron un extraordinario incremento del 72%, mientras que el intercambio comercial entre Colombia y México alcanzó un sólido crecimiento del 58%.
El bloque generó un mercado combinado de 149 millones de consumidores con un PIB agregado de 486,500 millones de dólares (datos de 1995), posicionándose como una de las zonas económicas más importantes de América Latina.

### La Incorporación de Panamá y su Significado
En 2004, el G-3 experimentó un importante desarrollo con la incorporación de Panamá como miembro asociado. Durante la XVIII Cumbre del Grupo de Río (noviembre 2004), los presidentes de los países miembros extendieron una invitación formal al presidente panameño Martín Torrijos. Este movimiento buscaba:
- Ampliar la influencia geopolítica del grupo
- Incorporar un importante centro financiero y logístico
- Fortalecer los lazos con Centroamérica

Sin embargo, Panamá nunca completó su adhesión plena al componente comercial del acuerdo, limitándose su participación al diálogo político y la cooperación.

### Crisis y Retiro de Venezuela
El punto de inflexión para el G-3 llegó en 2006 con el retiro de Venezuela. Las razones de esta decisión, anunciada por el presidente Hugo Chávez en abril de ese año, fueron múltiples:
1. Cambio de Orientación Ideológica: Venezuela priorizó su ingreso al Mercosur y al ALBA
2. Diferencias Económicas: Rechazo al modelo de liberalización comercial
3. Factores Geopolíticos: Distanciamiento del gobierno venezolano con México y Colombia

## Consecuencias del Retiro Venezolano
La retirada de Venezuela en 2006 marcó un punto de inflexión para el G-3 con consecuencias inmediatas y profundas: el intercambio comercial entre México y Venezuela se desplomó un catastrófico 89% en la década siguiente (2006-2016), según datos de El Economista (2023), evidenciando la fragilidad de los lazos económicos sin el marco institucional del acuerdo. Frente a este colapso comercial, Colombia y México lograron preservar su relación bilateral, manteniendo vigente el TLC que hasta hoy sigue siendo pilar de sus relaciones económicas.

### Legado y Vigencia Parcial
Aunque el G-3 como tal dejó de existir en 2006, su legado persiste en varios aspectos:
1. TLC Colombia-México: Continuó funcionando y en 2023 registró un intercambio comercial de 6,000 millones de dólares (TLC Colombia, 2023)
2. Precursor de la Alianza del Pacífico: El esquema Colombia-México se replicó en este nuevo bloque
3. Lecciones sobre Integración Regional: Demostró los desafíos de mantener acuerdos entre países con diferentes modelos económicos[6]

## Evaluación Histórica
Los analistas de la UNAM (2005) y estudios como el de Battaglino (2008) coinciden en que el Grupo de los Tres (G-3) —integrado por México, Colombia y Venezuela— fue un intento valioso pero limitado de integración regional, condicionado por tres factores clave: las asimetrías económicas entre sus miembros, que dificultaron políticas comerciales equilibradas debido a las diferencias en tamaño económico, industrialización y vinculaciones externas; la falta de mecanismos institucionales sólidos para resolver conflictos políticos, especialmente ante las divergencias de Venezuela bajo Chávez, que priorizó el ALBA; y la competencia con otros esquemas de integración, como el ALCA, el ALBA y luego la Alianza del Pacífico, que ofrecieron alternativas más atractivas.